# ギルツ・カールソンス
ギルツ・カールソンス（Ģirts Karlsons, 1981年6月7日 - ）はラトビア・リエパーヤ出身の元サッカー選手。ポジションはフォワード。

## 来歴
地元であるリエパーヤのチームでキャリアをスタート、高い得点能力を生かして瞬く間にチームの主軸となる。2004年にはロシアの中堅クラブシンニク・ヤロスラヴリへと移籍するもチームの戦術に適合できず僅か6試合の出場で挑戦を終えた。
ヤロスラヴリからラトビアへと戻り、ヴェンツピルスのクラブに入団するがここでも出場機会を得られず2005年に古巣メタルルグスへと帰還する。ここで驚異的ともいえる復活劇を見せ、約2シーズン・66試合の出場で34ゴールという成績を残す。
この活躍により、オランダ・エールディヴィジの残留争いをしていたデ・フラーフスハップに秘密兵器として呼び寄せられる。しかしながら、ここでもチームの水が合わず出場機会も限れていたことから、このシーズン終了後に再びメタルルグスへと戻ることとなった。
2009年にはアゼルバイジャンのインテル・バクーPFCへ移籍が決まり、再び海外へ挑戦した。

## 所属クラブ
- FKリエパーヤス・メタルルグス 1998-2003
- シンニク・ヤロスラヴリ 2004
- FKヴェンタ 2005
- FKリエパーヤス・メタルルグス 2005-2007
- デ・フラーフスハップ 2008
- FKリエパーヤス・メタルルグス 2008-2009
- インテル・バクーPFC 2009-2012
- FKリエパーヤス・メタルルグス 2012-2013
- プロ・ドゥタFC 2013
- FCネマン・フロドナ 2014
- FKヴェンツピルス 2014-2017
- FKリエパーヤ 2017-2018